# Anthrenoides micans
Anthrenoides micans är en biart som beskrevs av Urban 1995. Anthrenoides micans ingår i släktet Anthrenoides och familjen grävbin. Inga underarter finns listade i Catalogue of Life.